# Burgstall Holenstein
Der Burgstall Holenstein ist eine abgegangene Höhenburg auf einem Mündungssporn über dem Mündungswinkel des Reutebachs in den Avenbach bei dem Ortsteil Holenstein der Gemeinde Bühlerzell im Landkreis Schwäbisch Hall in Baden-Württemberg.
Der Burgstall besteht nur noch aus dem Burghügel und Grabenresten.
200 Meter südlich von Holenstein steht zur Bühler hin auf einem spornartigen Vorsprung ein namenloser Burgstall, den die örtliche Überlieferung als Altes Schloss bezeichnet. Der Burgstall könnte kurz oder überhaupt nicht genutzt worden sein. Ob der 1389 erwähnte »Kunz Ruhe gesessen zu Holenstein« auf dem Burgstall saß, bleibt offen.

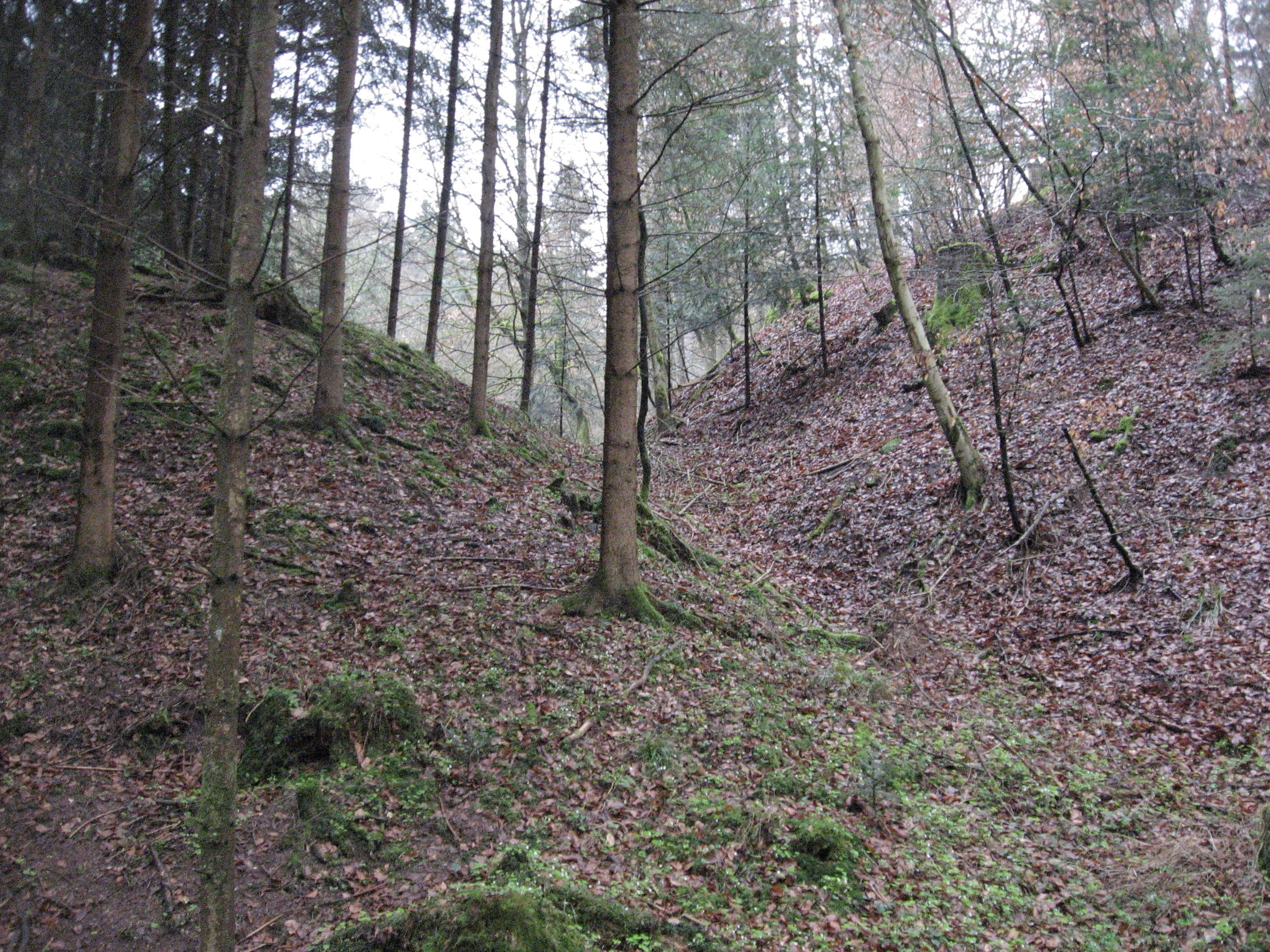
Hintere Scharte